# Eliminatórias da Copa do Mundo FIFA de 2018 - Repescagem intercontinental
A repescagem intercontinental das eliminatórias para a Copa do Mundo FIFA de 2018 foi realizada entre 10 e 15 novembro de 2017 e indicou as duas últimas vagas para o torneio.

## Formato
O sorteio para a repescagem internacional foi realizado como parte do sorteio preliminar da Copa do Mundo FIFA de 2018 em 25 de julho de 2015 em São Petersburgo na Rússia.
Em cada chave, as duas equipes disputaram a vaga em partidas de ida e volta. As duas vencedoras com o melhor placar agregado se classificam para a Copa do Mundo de 2018.

## Partidas

### CONCACAF–AFC
| Equipe 1 | Total | Equipe 2  | 1.º jogo | 2.º jogo |
| -------- | ----- | --------- | -------- | -------- |
| Honduras | 1–3   | Austrália | 0–0      | 1–3      |

#### Ida
| 10 de novembro de 2017 | Honduras | 0 – 0     | Austrália | Estadio Olímpico Metropolitano, San Pedro Sula |
| 16:00 (UTC−6)          |          | Relatório |           | Público: 38 000 Árbitro: ITA Daniele Orsato    |

| Honduras | Austrália |

| GK               | 22 | Donis Escober       |       |     |
| RB               | 21 | Brayan Beckeles     | 19'   |     |
| CB               | 23 | Johnny Palacios     | 37'   |     |
| CB               | 3  | Henry Figueroa      |       |     |
| LB               | 7  | Emilio Izaguirre () |       |     |
| RM               | 20 | Jorge Claros        | 78'   |     |
| CM               | 8  | Alfredo Mejía       |       |     |
| CM               | 16 | Luis Alfredo López  |       | 66' |
| LM               | 12 | Romell Quioto       |       |     |
| CF               | 9  | Anthony Lozano      |       | 73' |
| CF               | 11 | Carlos Lanza        |       | 60' |
| Substituições:   |    |                     |       |     |
| MF               | 17 | Michaell Chirinos   |       | 60' |
| MF               | 10 | Mario Martínez      | 90+3' | 66' |
| FW               | 13 | Carlo Costly        |       | 73' |
| Técnico:         |    |                     |       |     |
| Jorge Luis Pinto |    |                     |       |     |

| GK               | 1  | Mathew Ryan       |     |     |
| CB               | 6  | Matthew Jurman    | 47' |     |
| CB               | 20 | Trent Sainsbury   | 48' |     |
| CB               | 8  | Bailey Wright     |     |     |
| RM               | 7  | Josh Risdon       | 39' | 84' |
| CM               | 15 | Mile Jedinak ()   |     |     |
| CM               | 21 | Massimo Luongo    | 87' |     |
| LM               | 16 | Aziz Behich       |     |     |
| RF               | 22 | Jackson Irvine    |     | 74' |
| CF               | 9  | Tomi Juric        |     | 89' |
| LF               | 13 | Aaron Mooy        |     |     |
| Substituições:   |    |                   |     |     |
| MF               | 23 | Tom Rogic         |     | 74' |
| DF               | 2  | Milos Degenek     |     | 84' |
| FW               | 17 | Nikita Rukavytsya |     | 89' |
| Técnico:         |    |                   |     |     |
| Ange Postecoglou |    |                   |     |     |

#### Volta
| 15 de novembro de 2017 | Austrália                         | 3 – 1     | Honduras          | ANZ Stadium, Sydney                        |
| 20:00 (UTC+11)         | Jedinak 54', 72' (pen), 86' (pen) | Relatório | M. Figueroa 90+3' | Público: 77 060 Árbitro: ARG Néstor Pitana |

| Austrália | Honduras |

| GK               | 1  | Mathew Ryan     |       |     |
| CB               | 8  | Bailey Wright   |       |     |
| CB               | 20 | Trent Sainsbury | 88'   |     |
| CB               | 6  | Matthew Jurman  | 2'    |     |
| DM               | 15 | Mile Jedinak () |       |     |
| CM               | 5  | Mark Milligan   |       | 89' |
| CM               | 13 | Aaron Mooy      | 45+2' |     |
| AM               | 23 | Tom Rogic       |       | 77' |
| RW               | 7  | Mathew Leckie   | 81'   |     |
| LW               | 16 | Aziz Behich     |       |     |
| CF               | 4  | Tim Cahill      |       | 66' |
| Substituições:   |    |                 |       |     |
| FW               | 9  | Tomi Juric      |       | 66' |
| FW               | 10 | Robbie Kruse    |       | 77' |
| MF               | 14 | James Troisi    |       | 89' |
| Técnico:         |    |                 |       |     |
| Ange Postecoglou |    |                 |       |     |

| GK               | 22 | Donis Escober      |     |     |     |
| RWB              | 21 | Brayan Beckeles    |     |     |     |
| CB               | 23 | Johnny Palacios    | 84' |     |     |
| CB               | 3  | Maynor Figueroa () | 19' |     |     |
| CB               | 5  | Éver Alvarado      |     |     |     |
| LWB              | 7  | Emilio Izaguirre   |     | 42' |     |
| CM               | 20 | Jorge Claros       | 57' |     |     |
| CM               | 6  | Bryan Acosta       |     |     |     |
| RW               | 17 | Alberth Elis       |     |     |     |
| LW               | 12 | Romell Quioto      |     | 75' |     |
| CF               | 9  | Anthony Lozano     |     |     |     |
| Substituições:   |    |                    |     |     |     |
| DF               | 4  | Henry Figueroa     |     | 42' | 73' |
| MF               | 10 | Mario Martínez     |     | 73' |     |
| FW               | 11 | Eddie Hernández    |     | 75' |     |
| Técnico:         |    |                    |     |     |     |
| Jorge Luis Pinto |    |                    |     |     |     |

Austrália venceu por 3–1 no placar agregado e avançou a Copa do Mundo FIFA de 2018.

### OFC–CONMEBOL
| Equipe 1      | Total | Equipe 2 | 1.º jogo | 2.º jogo |
| ------------- | ----- | -------- | -------- | -------- |
| Nova Zelândia | 0–2   | Peru     | 0–0      | 0–2      |

#### Ida
| 11 de novembro de 2017 | Nova Zelândia | 0 – 0     | Peru | Westpac Stadium, Wellington              |
| 16:15 (UTC+13)         |               | Relatório |      | Público: 37 034 Árbitro: USA Mark Geiger |

| Nova Zelândia | Peru |

| GK             | 1  | Stefan Marinovic   |     |     |
| RWB            | 18 | Kip Colvey         |     |     |
| CB             | 5  | Michael Boxall     | 75' |     |
| CB             | 2  | Winston Reid ()    |     |     |
| CB             | 20 | Tommy Smith        |     | 67' |
| LWB            | 3  | Deklan Wynne       |     |     |
| RM             | 15 | Clayton Lewis      |     | 74' |
| CM             | 8  | Michael McGlinchey | 68' |     |
| LM             | 14 | Ryan Thomas        |     |     |
| CF             | 11 | Marco Rojas        |     | 78' |
| CF             | 7  | Kosta Barbarouses  |     |     |
| Substituições: |    |                    |     |     |
| DF             | 22 | Andrew Durante     |     | 67' |
| FW             | 9  | Chris Wood         |     | 74' |
| MF             | 6  | Bill Tuiloma       |     | 78' |
| Técnico:       |    |                    |     |     |
| Anthony Hudson |    |                    |     |     |

| GK             | 1  | Pedro Gallese        |     |       |
| RB             | 3  | Aldo Corzo           |     |       |
| CB             | 15 | Christian Ramos      |     |       |
| CB             | 2  | Alberto Rodríguez () |     |       |
| LB             | 6  | Miguel Trauco        |     |       |
| DM             | 8  | Christian Cueva      |     | 90+1' |
| CM             | 13 | Renato Tapia         |     |       |
| CM             | 19 | Yoshimar Yotún       | 24' | 88'   |
| RW             | 18 | André Carrillo       |     | 77'   |
| LW             | 20 | Edison Flores        |     |       |
| CF             | 10 | Jefferson Farfán     |     |       |
| Substituições: |    |                      |     |       |
| MF             | 7  | Paolo Hurtado        |     | 77'   |
| MF             | 23 | Pedro Aquino         |     | 88'   |
| MF             | 14 | Andy Polo            |     | 90+1' |
| Técnico:       |    |                      |     |       |
| Ricardo Gareca |    |                      |     |       |

#### Volta
| 15 de novembro de 2017 | Peru                   | 2 – 0     | Nova Zelândia | Estádio Nacional, Lima                      |
| 21:15 (UTC−5)          | Farfán 28' · Ramos 65' | Relatório |               | Público: 39 125 Árbitro: FRA Clément Turpin |

| Peru | Nova Zelândia |

| GK             | 1  | Pedro Gallese        | 80' |     |
| RB             | 17 | Luis Advíncula       |     |     |
| CB             | 15 | Christian Ramos      | 75' |     |
| CB             | 2  | Alberto Rodríguez () |     |     |
| LB             | 6  | Miguel Trauco        |     |     |
| DM             | 13 | Renato Tapia         |     |     |
| RM             | 14 | Andy Polo            |     | 74' |
| CM             | 8  | Christian Cueva      |     | 86' |
| CM             | 20 | Edison Flores        | 21' |     |
| LM             | 10 | Jefferson Farfán     |     |     |
| CF             | 11 | Raúl Ruidíaz         |     | 65' |
| Substituições: |    |                      |     |     |
| MF             | 19 | Yoshimar Yotún       |     | 65' |
| FW             | 18 | André Carrillo       |     | 74' |
| DF             | 4  | Adrián Zela          |     | 86' |
| Técnico:       |    |                      |     |     |
| Ricardo Gareca |    |                      |     |     |

| GK             | 1  | Stefan Marinovic   |     |     |
| CB             | 5  | Michael Boxall     |     |     |
| CB             | 2  | Winston Reid ()    |     |     |
| CB             | 22 | Andrew Durante     |     | 77' |
| RWB            | 18 | Kip Colvey         |     |     |
| LWB            | 3  | Deklan Wynne       |     |     |
| RM             | 15 | Clayton Lewis      |     | 58' |
| CM             | 8  | Michael McGlinchey |     |     |
| CM             | 14 | Ryan Thomas        | 19' |     |
| LM             | 6  | Bill Tuiloma       |     | 46' |
| CF             | 7  | Kosta Barbarouses  |     |     |
| Substituições: |    |                    |     |     |
| FW             | 9  | Chris Wood         |     | 46' |
| MF             | 11 | Marco Rojas        |     | 58' |
| FW             | 17 | Jeremy Brockie     |     | 77' |
| Técnico:       |    |                    |     |     |
| Anthony Hudson |    |                    |     |     |

Peru venceu por 2–0 no placar agregado e avançou a Copa do Mundo FIFA de 2018.